# Danilo Alvim
Danilo Faria Alvim (Río de Janeiro, 3 de diciembre de 1920-Río de Janeiro, 16 de mayo de 1996), más conocido como Danilo Alvim o simplemente Danilo, fue un jugador y entrenador de fútbol brasileño. En su etapa como jugador profesional se desempeñaba como centrocampista defensivo. Era apodado O Príncipe por su estilo refinado de juego.
Fue entrenador de la selección boliviana campeona del Campeonato Sudamericano 1963, único título de La Verde hasta la fecha.

## Selección nacional
Fue internacional con la selección brasileña. Jugó el famoso partido decisivo de la Copa del Mundo de 1950 conocido como Maracanazo.

### Participaciones en Copas del Mundo
| Mundial                        | Sede   | Resultado  | Partidos | Goles |
| ------------------------------ | ------ | ---------- | -------- | ----- |
| Copa Mundial de Fútbol de 1950 | Brasil | Subcampeón | 5        | 0     |

### Participaciones en Copas América
| Copa                         | Sede      | Resultado  |
| ---------------------------- | --------- | ---------- |
| Campeonato Sudamericano 1945 | Chile     | Subcampeón |
| Campeonato Sudamericano 1946 | Argentina | Subcampeón |
| Campeonato Sudamericano 1949 | Brasil    | Campeón    |
| Campeonato Sudamericano 1953 | Perú      | Subcampeón |

## Equipos

### Como jugador
| Equipo        | País   | Año       |
| ------------- | ------ | --------- |
| America-RJ    | Brasil | 1939-1942 |
| Canto do Rio  | Brasil | 1943      |
| America-RJ    | Brasil | 1944-1945 |
| Vasco da Gama | Brasil | 1946-1954 |
| Fonseca       | Brasil | 1954      |
| Botafogo      | Brasil | 1955-1956 |
| Uberaba       | Brasil | 1956      |

### Como entrenador
| Equipo             | País    | Año       |
| ------------------ | ------- | --------- |
| Uberaba            | Brasil  | 1956-1957 |
| Botafogo           | Brasil  | 1963      |
| Selección nacional | Bolivia | 1963-1965 |
| Juan Aurich        | Perú    | 1967      |
| Remo               | Brasil  | 1968-1970 |
| Náutico            | Brasil  | 1978      |
| Itabaiana          | Brasil  | 1981      |

## Palmarés

### Como jugador

#### Campeonatos regionales
| Título                        | Equipo        | País   | Año  |
| ----------------------------- | ------------- | ------ | ---- |
| Campeonato Carioca            | Vasco da Gama | Brasil | 1947 |
| Campeonato Carioca            | Vasco da Gama | Brasil | 1949 |
| Campeonato Carioca            | Vasco da Gama | Brasil | 1950 |
| Campeonato Carioca            | Vasco da Gama | Brasil | 1952 |
| Campeonato Niteroiense (DNFP) | Fonseca       | Brasil | 1954 |

#### Copas internacionales
| Título                               | Equipo        | Sede             | Año  |
| ------------------------------------ | ------------- | ---------------- | ---- |
| Campeonato Sudamericano de Campeones | Vasco da Gama | Santiago (Chile) | 1948 |
| Campeonato Sudamericano              | Brasil        | Brasil           | 1949 |

### Como entrenador

#### Campeonatos regionales
| Título                                | Equipo    | País   | Año  |
| ------------------------------------- | --------- | ------ | ---- |
| Grupo Norte do Torneio Norte-Nordeste | Remo      | Brasil | 1968 |
| Campeonato Paranaense                 | Remo      | Brasil | 1968 |
| Grupo Norte do Torneio Norte-Nordeste | Remo      | Brasil | 1969 |
| Campeonato Sergipano                  | Itabaiana | Brasil | 1981 |

#### Copas internacionales
| Título                  | Equipo  | Sede    | Año  |
| ----------------------- | ------- | ------- | ---- |
| Campeonato Sudamericano | Bolivia | Bolivia | 1963 |